# Cyclopaedia

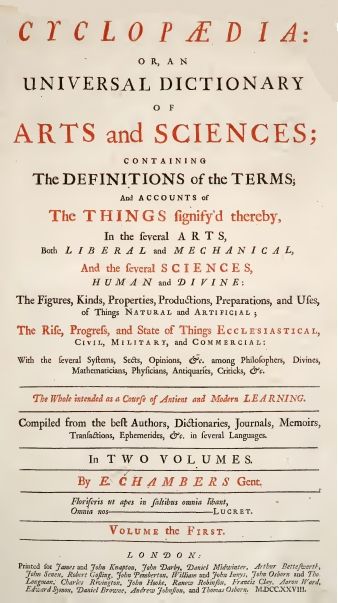
Rosto da "Cyclopaedia" de Ephraim Chambers (1728)

Cyclopaedia; or an Universal Dictionary of Arts and Sciences, com o subtítulo, em português, Um Dicionário Universal de Artes e Ciências: contendo as definições dos termos e um relato dos significados das coisas nas várias artes, tanto liberais como mecânicas, e várias ciências, humanas e divinas. (2 vols., in-folio) foi uma enciclopédia publicada por Ephraim Chambers em Londres em 1728, e reimpressa em numerosas edições no século XVIII. A Cyclopaedia foi uma das primeiras enciclopédias produzidas em inglês. 

## Principais características
Entre as características mais notáveis da primeira edição, conta-se o uso de referências-cruzadas, a "Dedicatória ao Rei", Jorge II, e o "Plano de Trabalho" do compilador, na seção do prefácio do primeiro volume.
Chambers esforçou-se por ligar os diferentes artigos relacionados com cada assunto através de um sistema de referências. No prefácio ele apresenta uma análise das divisões do conhecimento, num total de 47, com listas classificadas de artigos pertencentes a cada uma, que visavam servir de tabela de conteúdos e também como diretório indicando a ordem pela qual os artigos deviam ser lidos.

## História da impressão
A segunda edição apareceu em 1738, 2 vols., in-folio,  2.466 páginas. Esta edição foi retocada e emendada em mais de um milhar de sítios, com alguns artigos adicionados e outros ampliados. Chambersfoi impedido de fazer mais porque os livreiros estavam alarmados com uma lei em discussão no parlamento que obrigava os editores de todas as edições ampliadas de livros a imprimir os melhoramentos em separado. Depois de aprovada na Câmara dos Comuns, a lei foi inesperadamente recusada na dos Lordes, mas os livreiros continuaram a recear que a lei fosse recuperada. 
Houve mais cinco edições publicadas em Londres, entre 1739 e 1751-1752. Outra edição foi publicada em Dublin em 1742. Todas eram edições de 2 volumes in-folio editions. Um tradução italiana apareceu em Veneza, 1748-1749, 9 vols., in-quarto, constituindo a primeira enciclopédia italiana completa. Quando Chambers esteve em França em 1739 ele rejeitou propostas muito aliciantes para publicar uma edição francesa dedicada a Louis XV. 
A obra de Chambers tinha sido realizada de forma judiciosa, honesta e cuidadosa, mantendo a sua popularidade durante muito tempo. Mas continha muitos defeitos e omissões, de que ele estava bem consciente. à data da sua morte, a 15 de Maio de 1740, ele reunira e organizara materiais para mais nove volumes. John Lewis Scott foi contratado pelos livreiros para seleccionar os artigos que se encontravam prontos para impressão e para fornecer outros, mas ele abandonou o trabalho antes de este estar concluído. Essa tarefa foi então atribuída a John Hill. O Suplemento foi publicado em Londres em 1753, 2 vols., in-folio, 307 páginas e 12 estampas. Como Hill era um botânico, a secção botânica, que tinha sido muito deficiente na Cyclopaedia, tornou-se a melhor.
Abraham Rees (1743-1825), um famoso ministro unicista, publicou uma edição revista e ampliada em 1778-1788. Foi publicada em Londres, como 2 volumes, in-folio, e 5010 páginas (mas sem paginação), e 159 estampas. Foi publicada em 418 fascículos. Rees afirmou ter adicionado mais de 4400 novos artigos. No final incluiu um índice de artigos, classificados sob 100 subtítulos, com cerca de 57,000 entradas ocupando 80 páginas. Os subtítulos, com 39 referências cruzadas, estão organizadas por ordem alfabética.

## ACyclopaediae aEncyclopédie
A Cyclopaedia de Chambers constituiu a inspiração para a Encyclopédie de Denis Diderot e Jean le Rond d'Alembert, que deve o seu início a uma tradução francesa da obra de Chambers iniciada em 1743 e concluída em 1745 por John Mills, assistido por Gottfried Sellius.

## Galeria de Estampas

### Volume 1

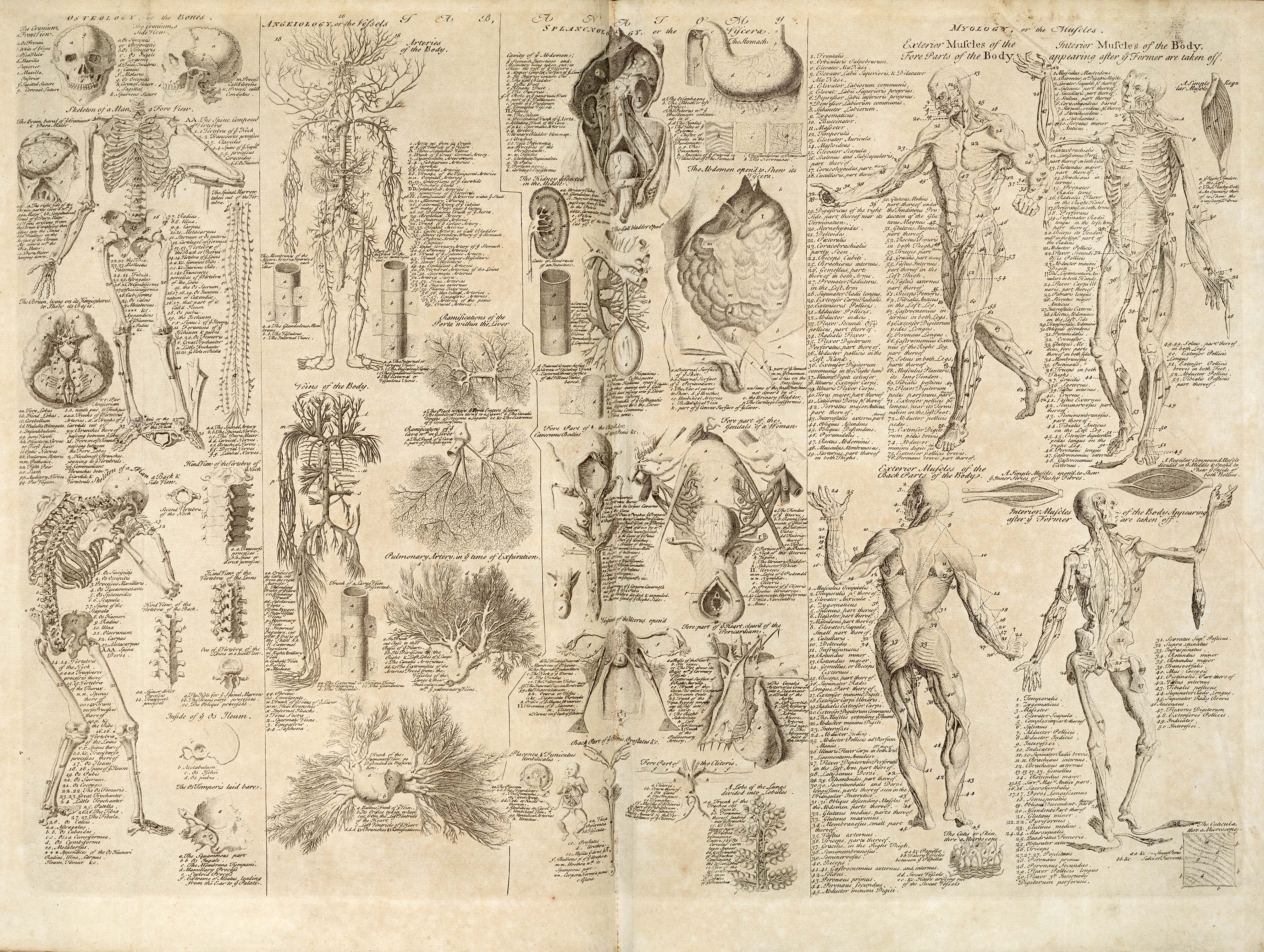
Anatomia.
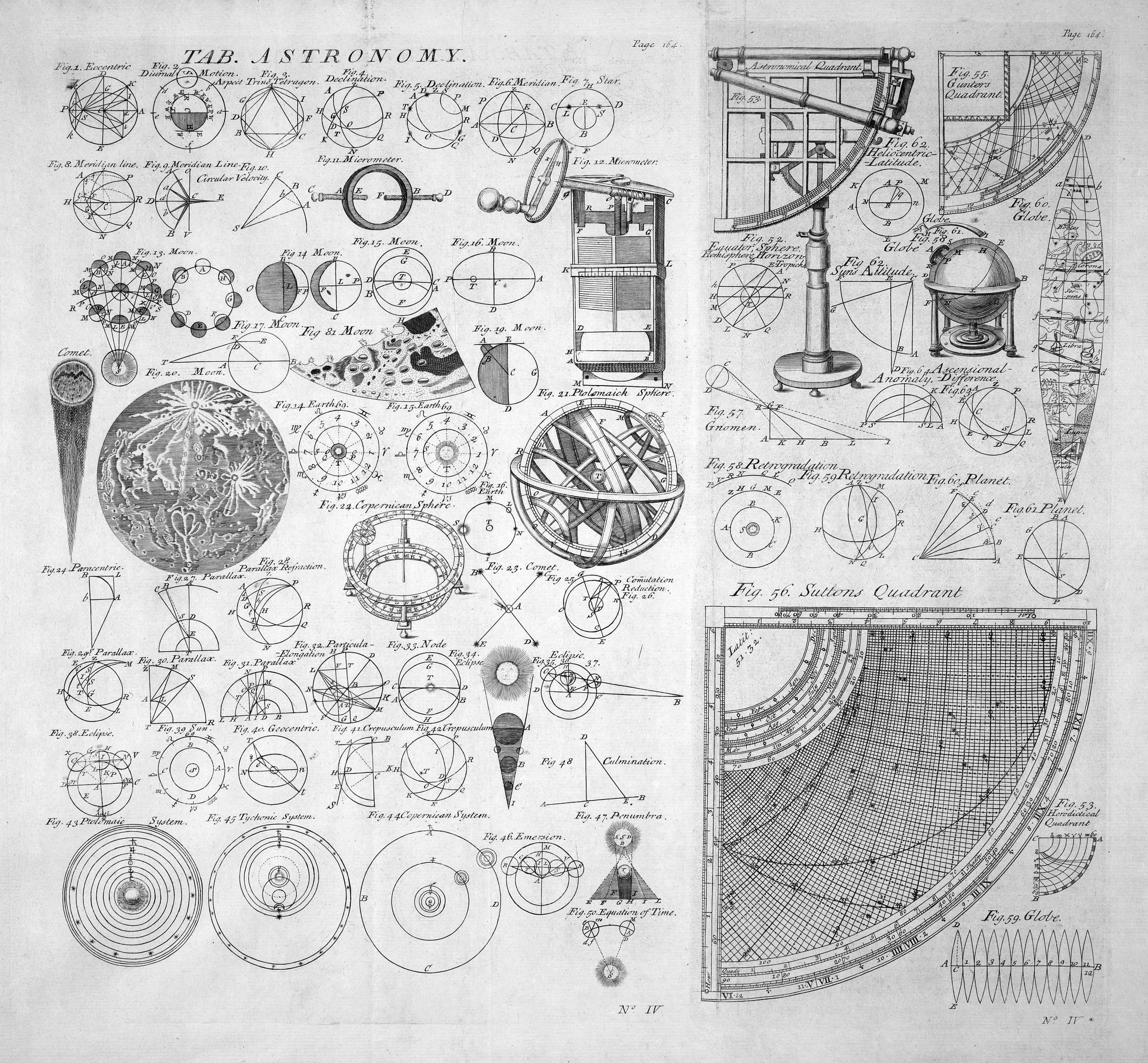
Astronomia.
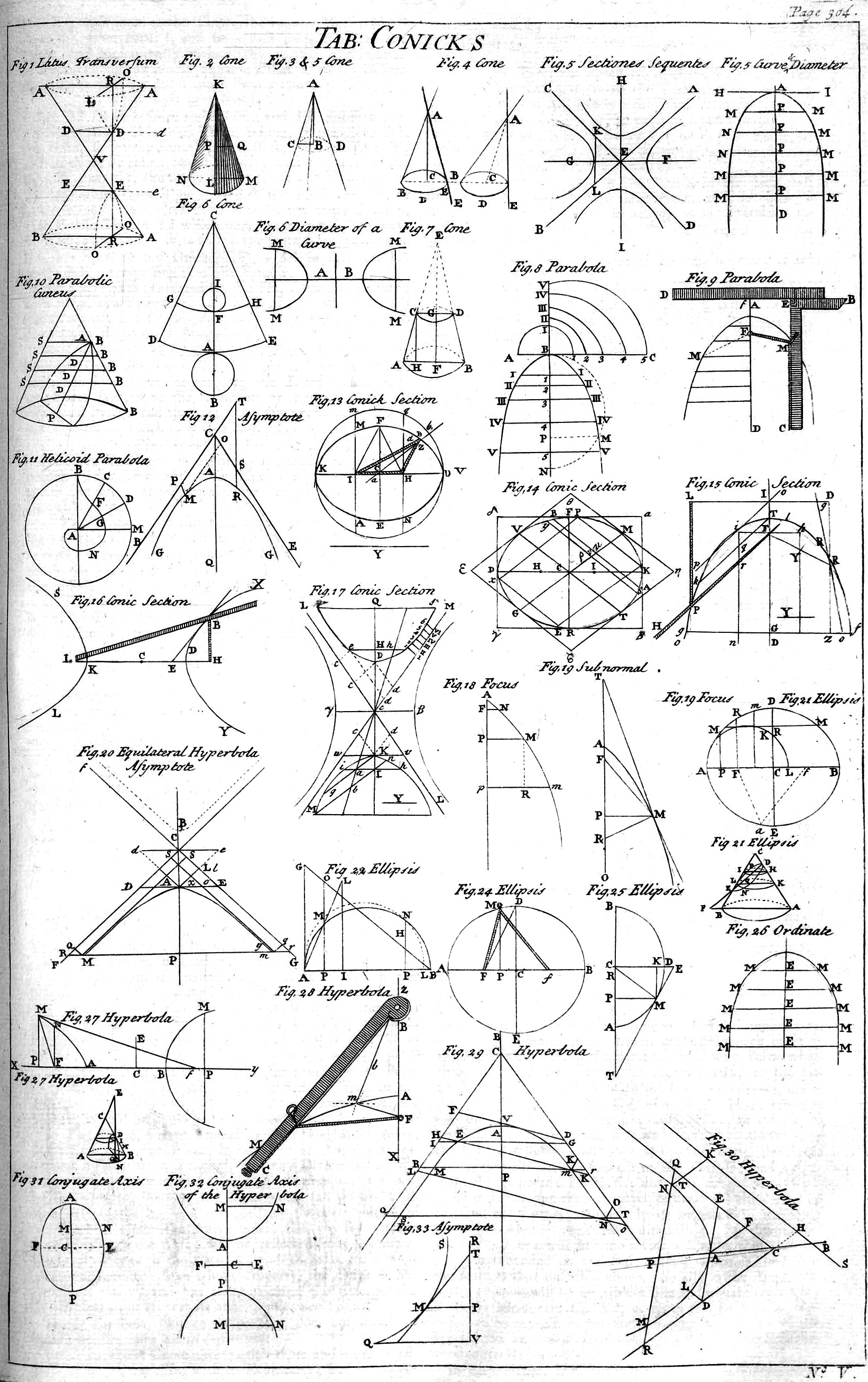
Cónicas.
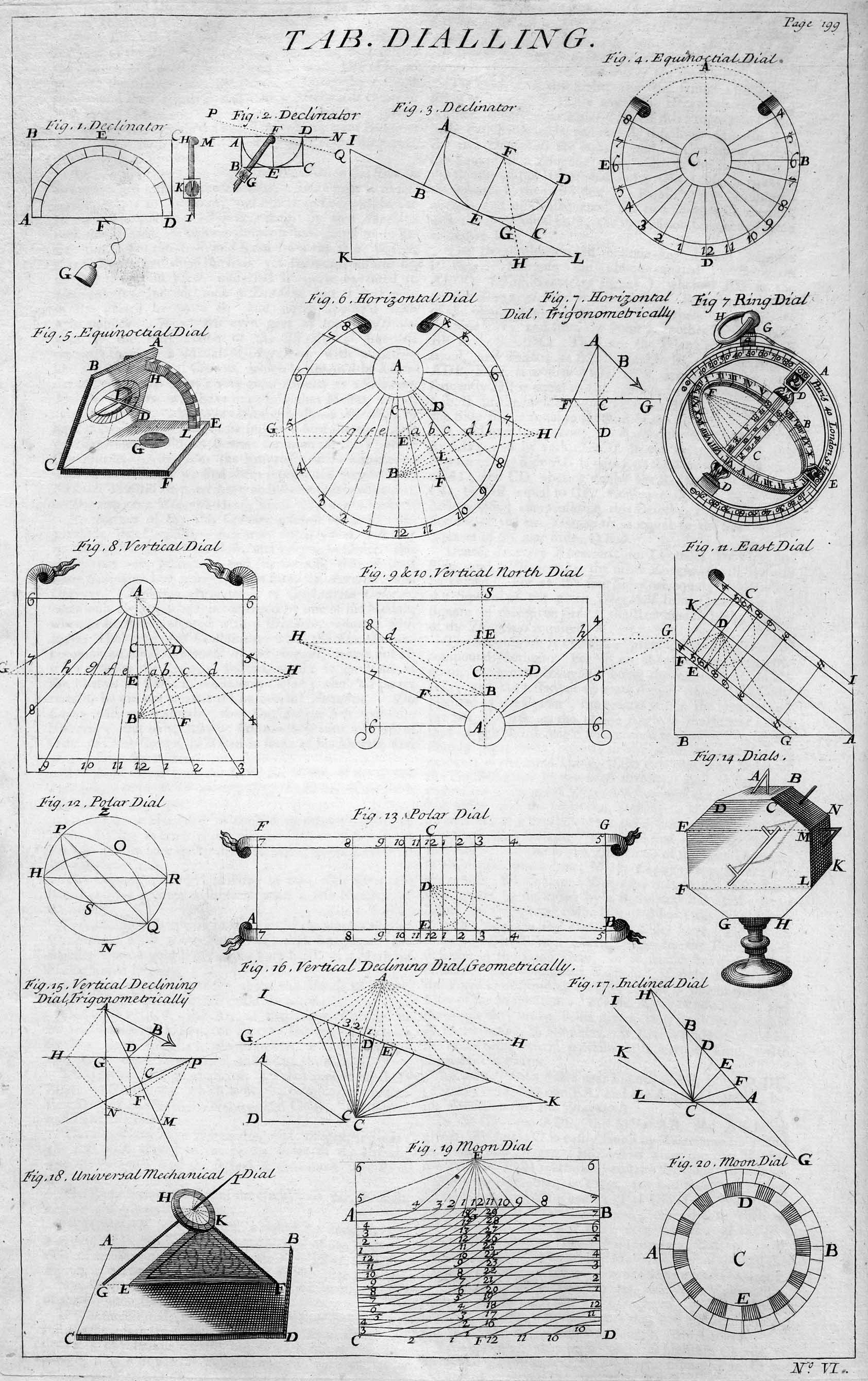
Cronometria.
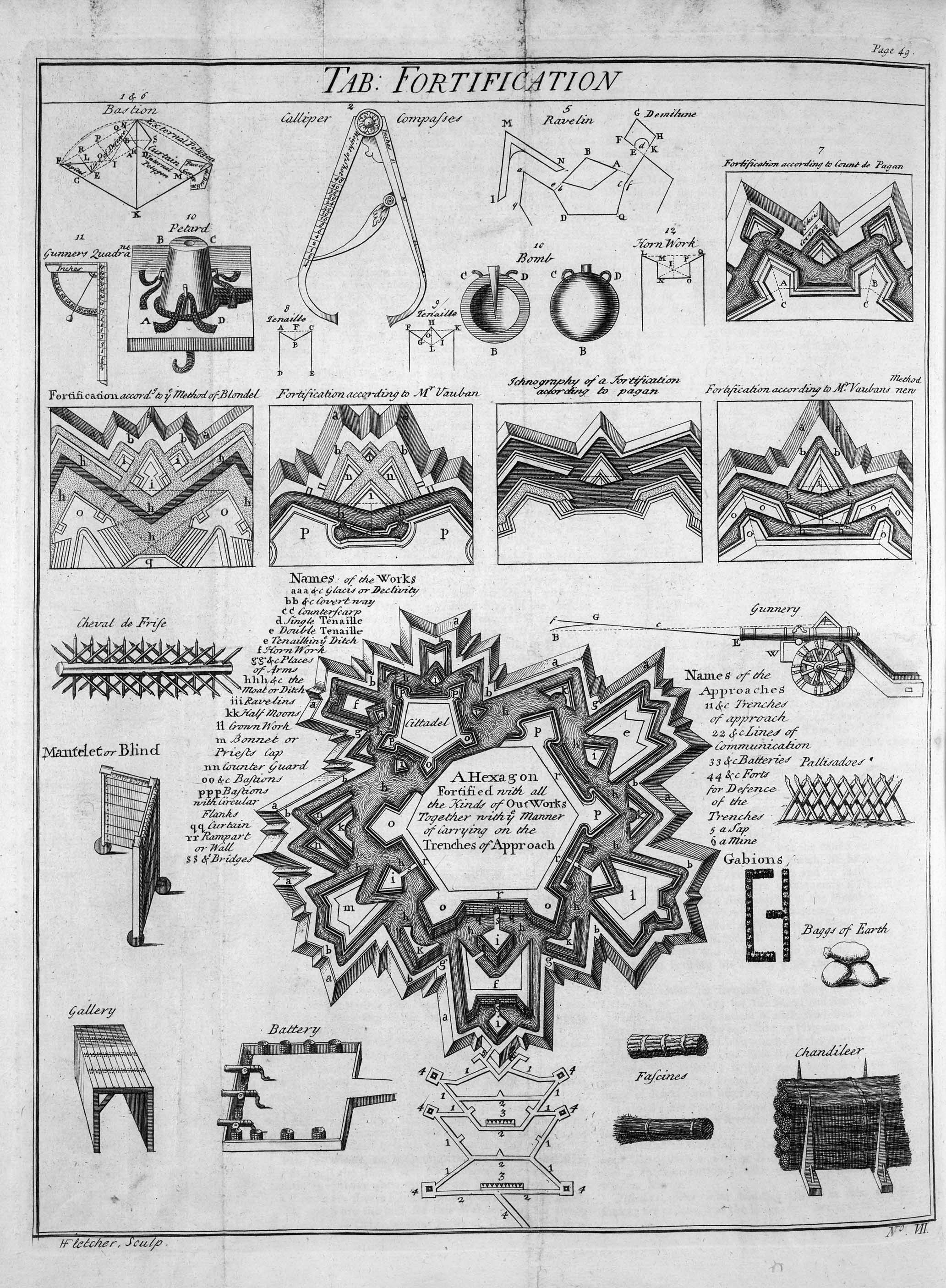
Fortificação.
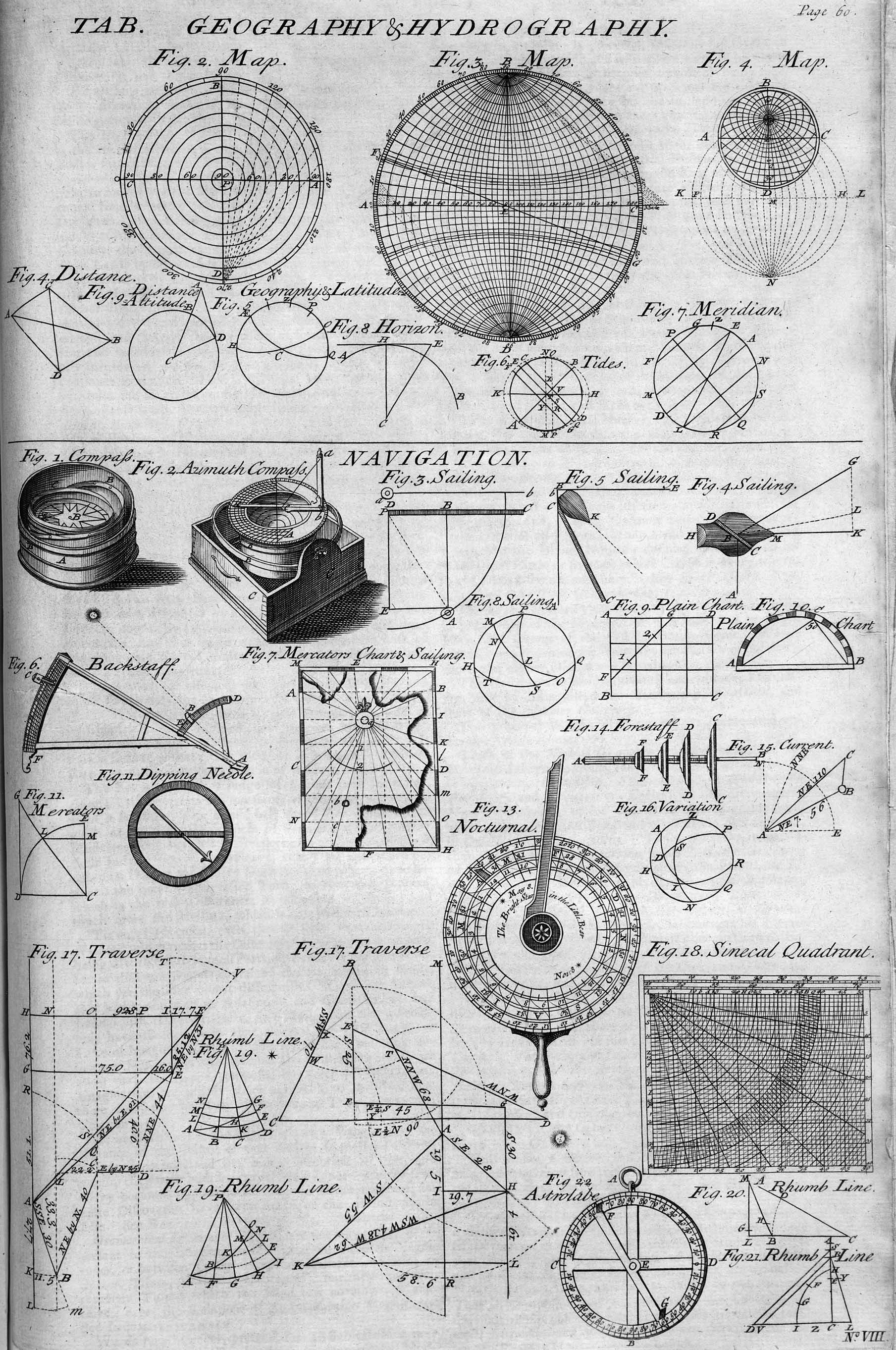
Geografia e hidrografia.
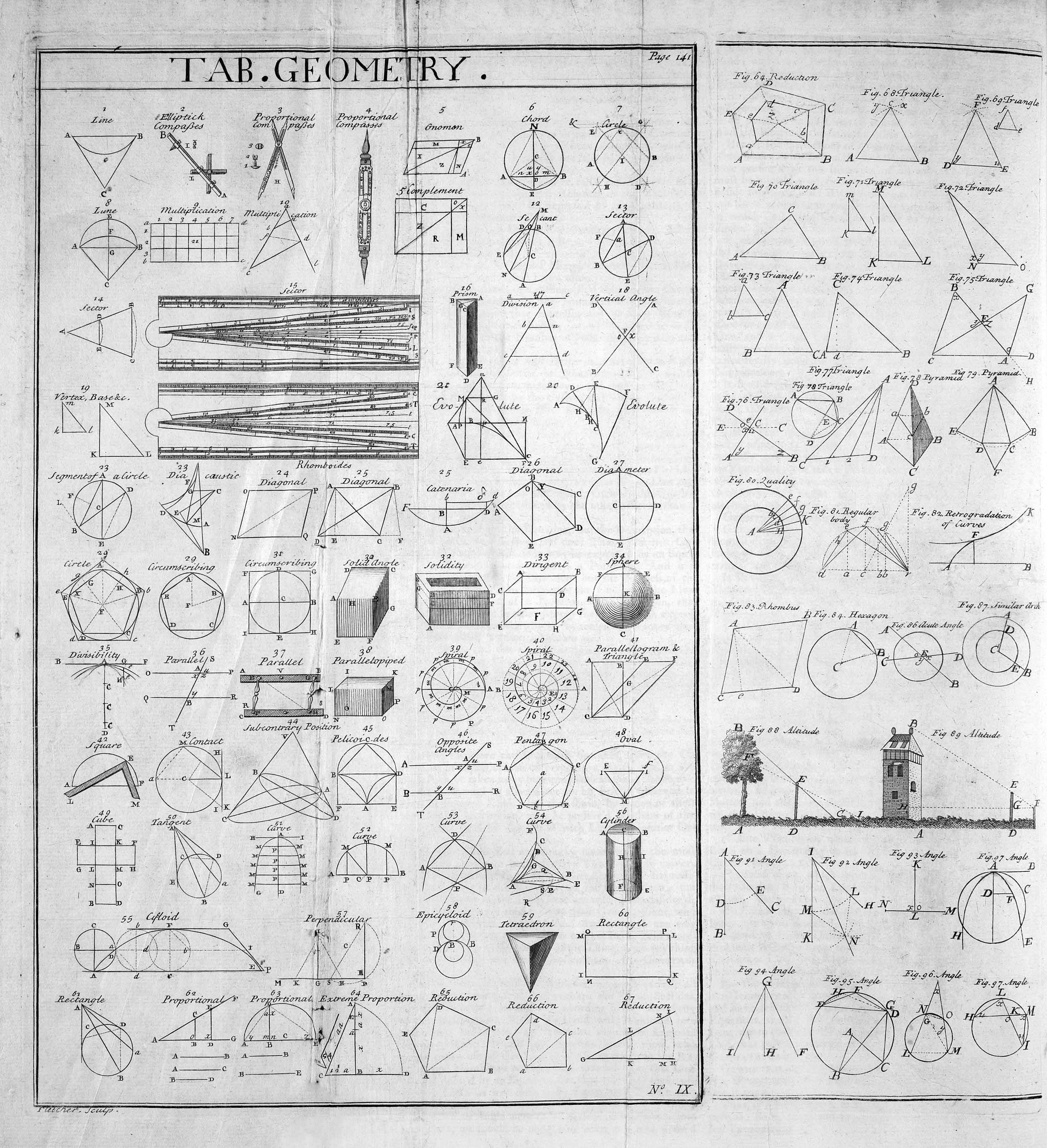
Geometria.
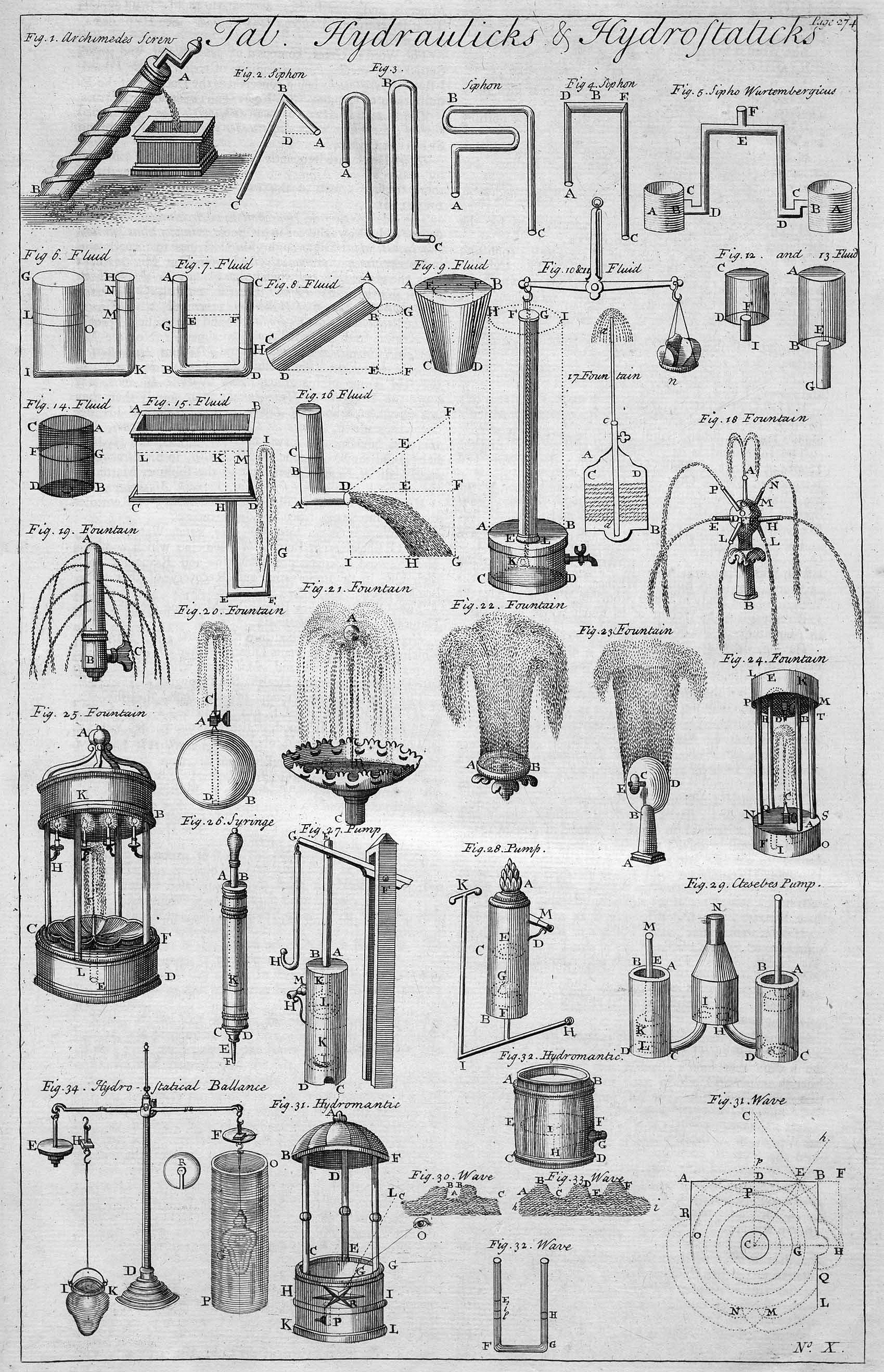
Hidráulica.

### Volume 2

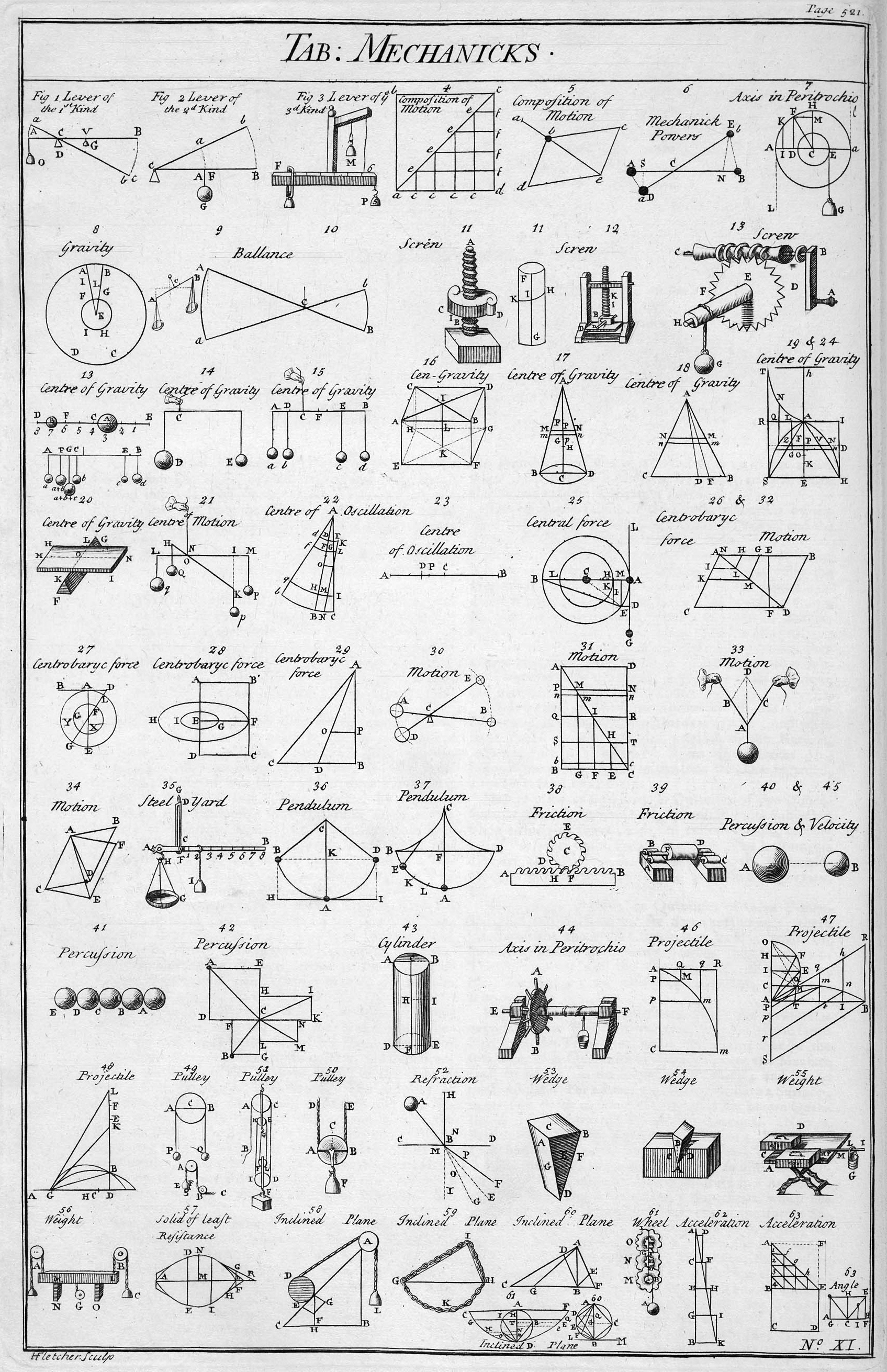
Mecânica.
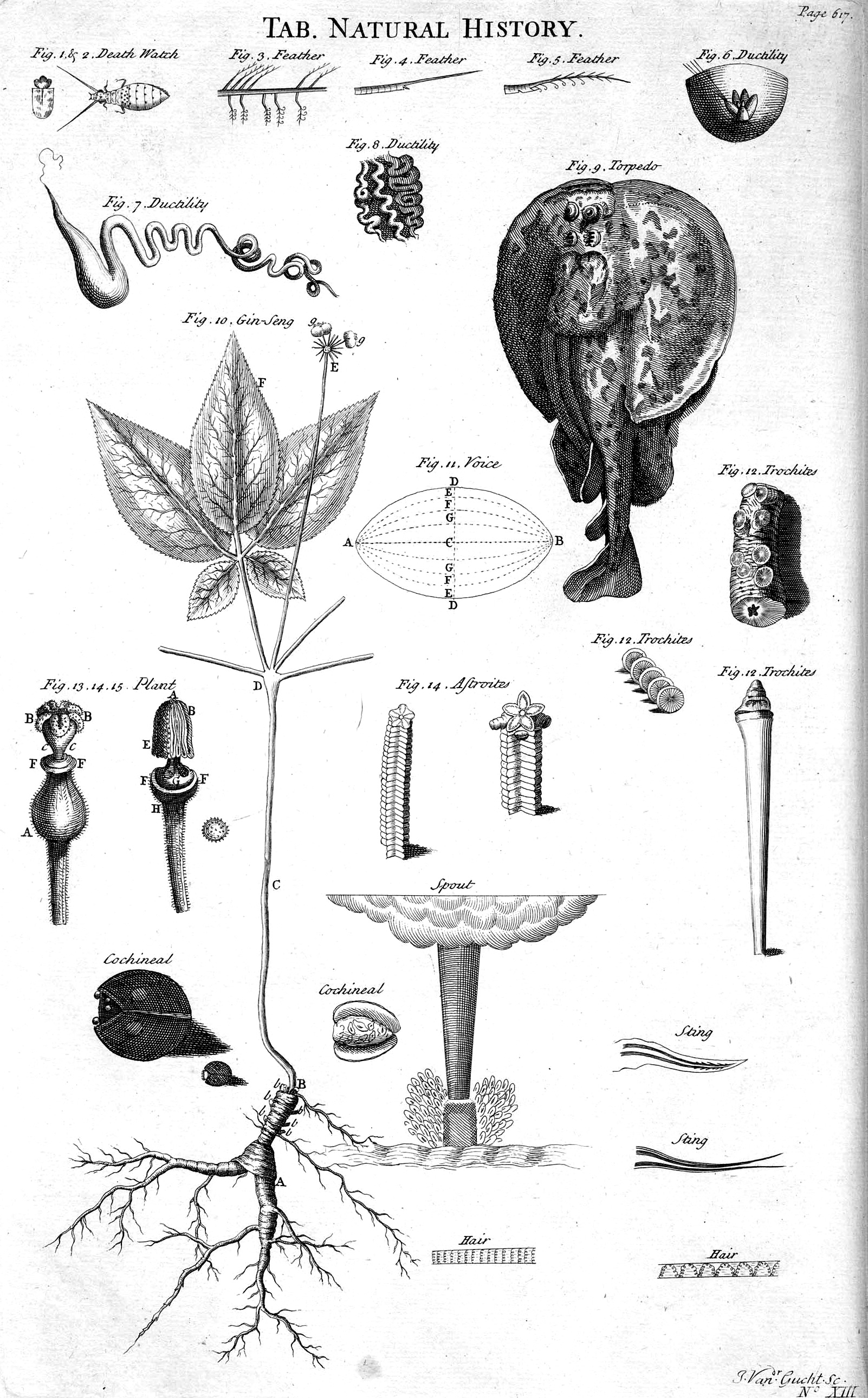
História natural.
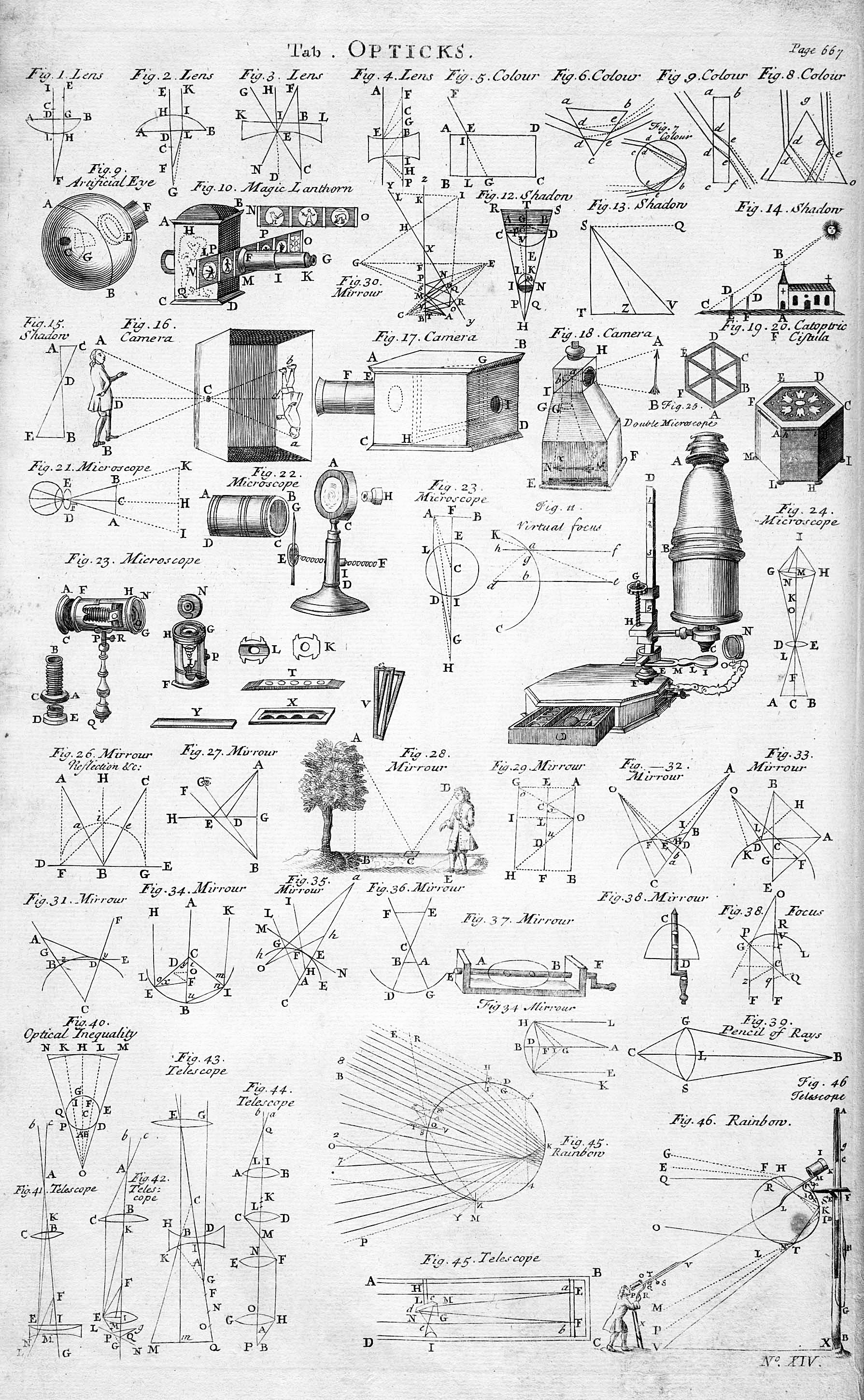
Óptica.
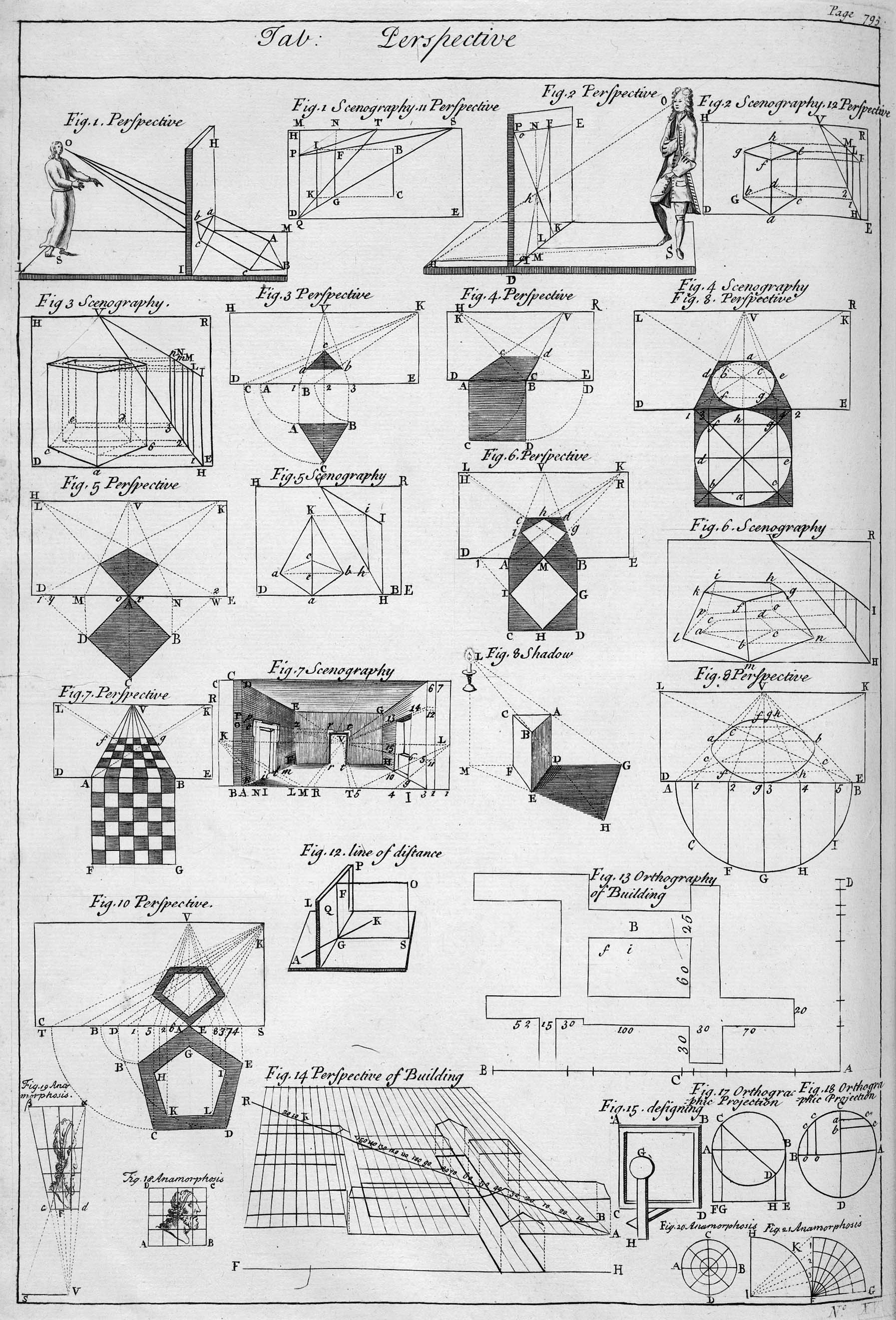
Perspectiva.
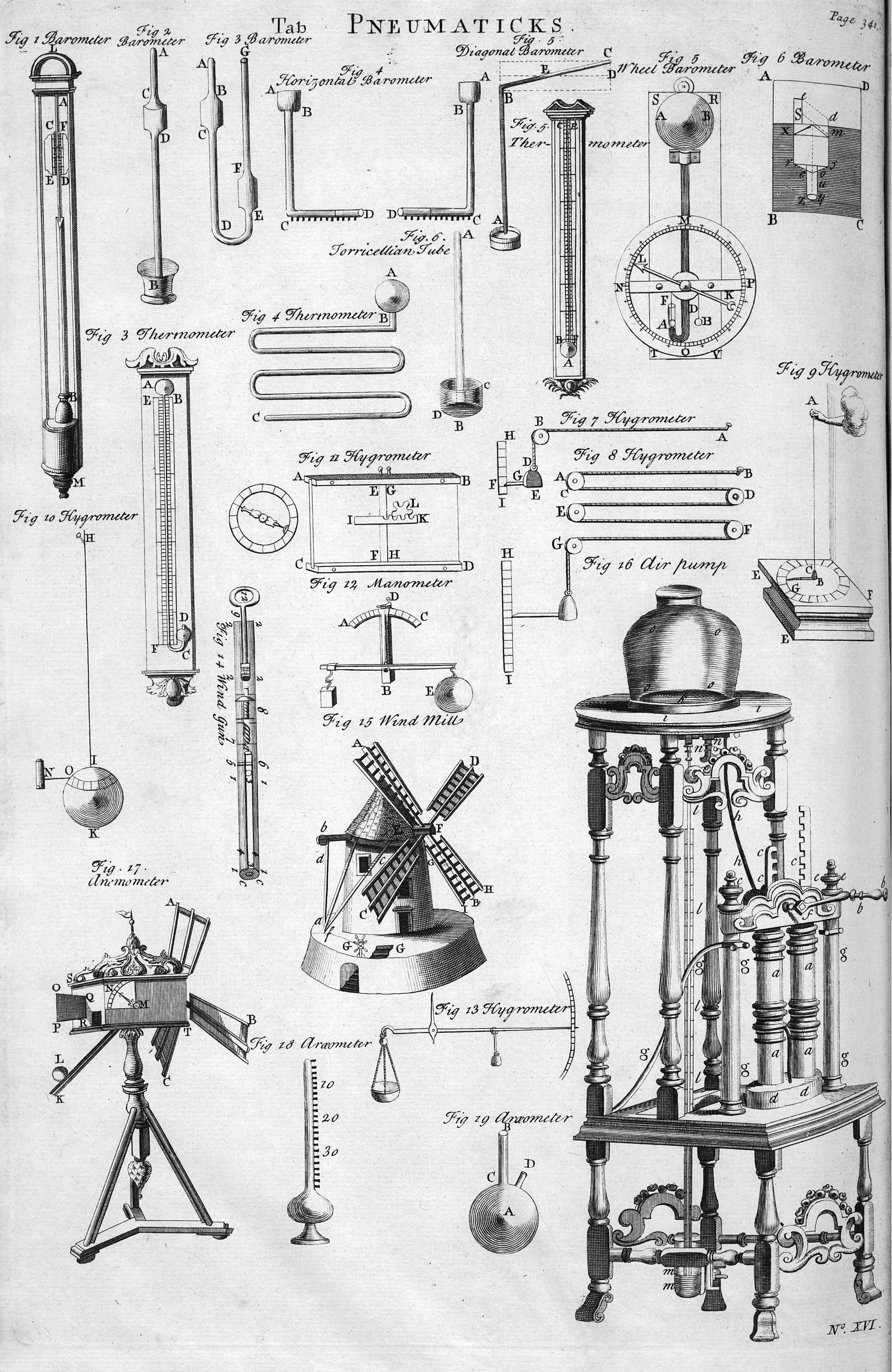
Pneumática.
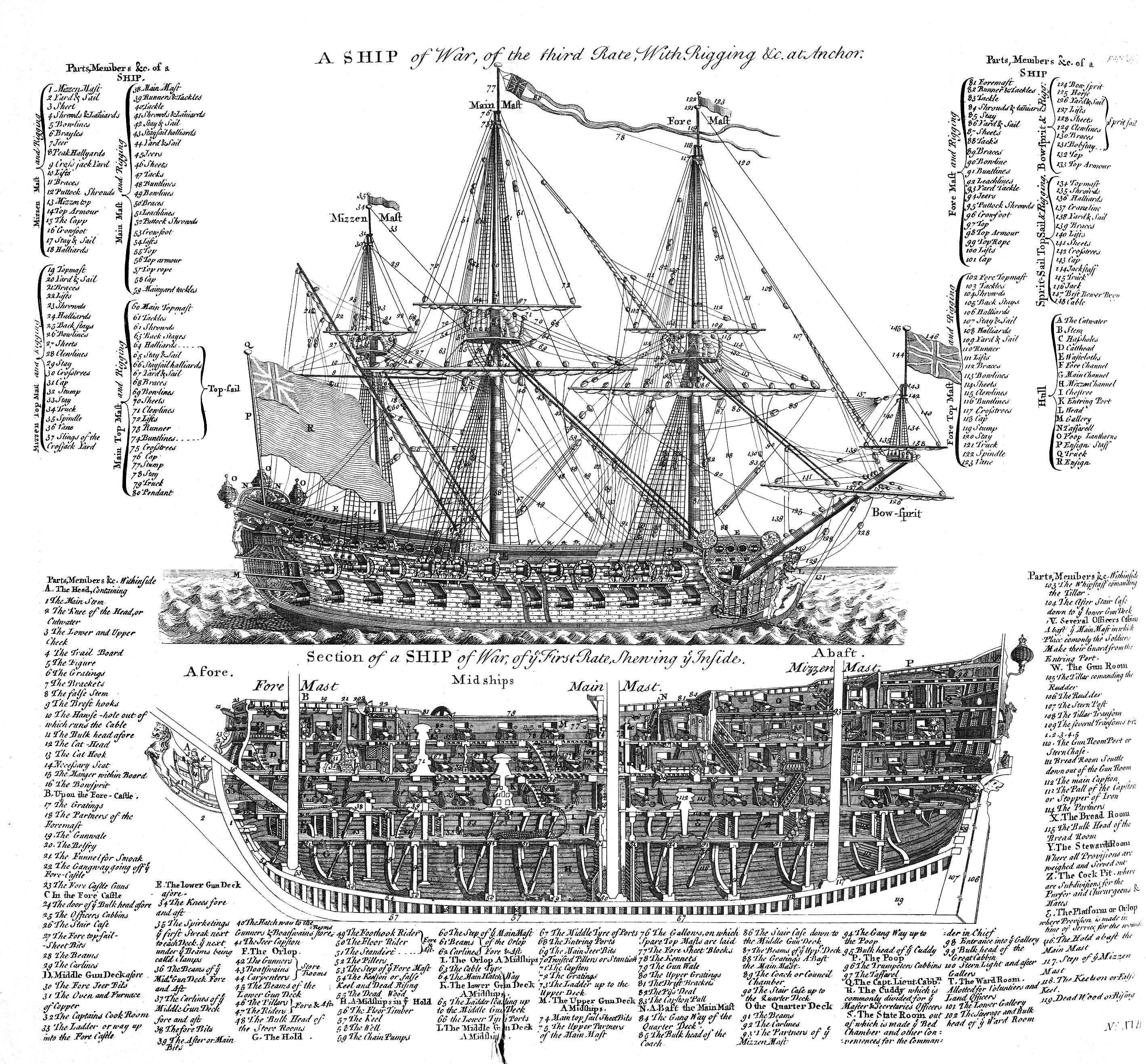
Navio de guerra.
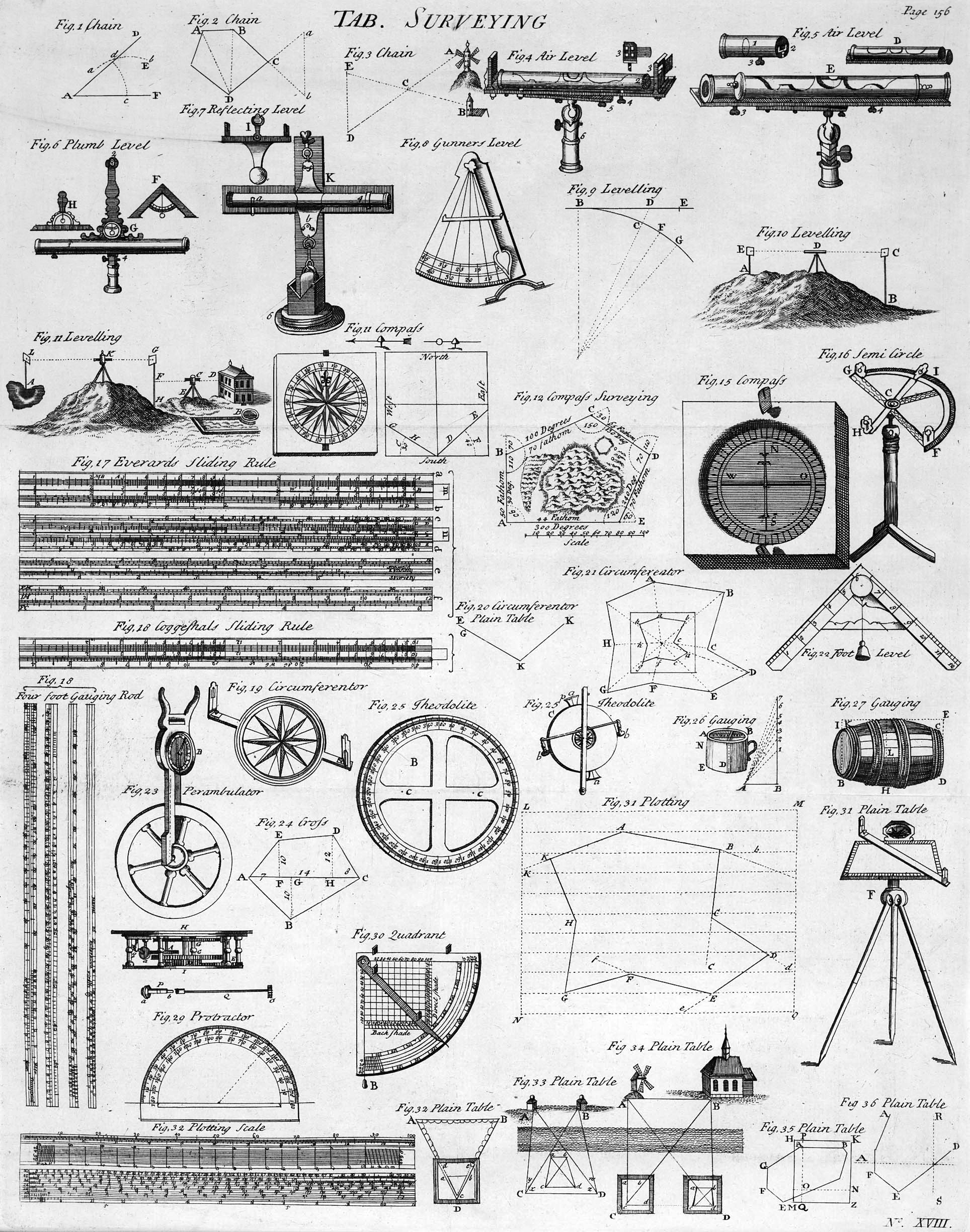
Agrimensura.
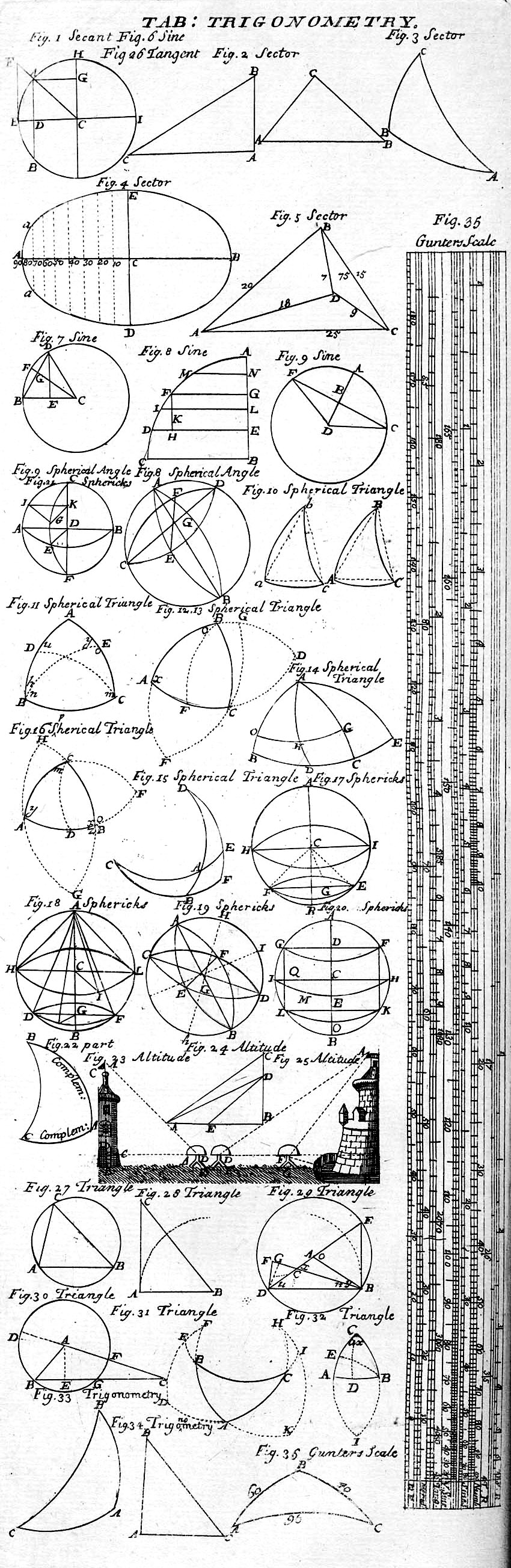
Trigonometria.
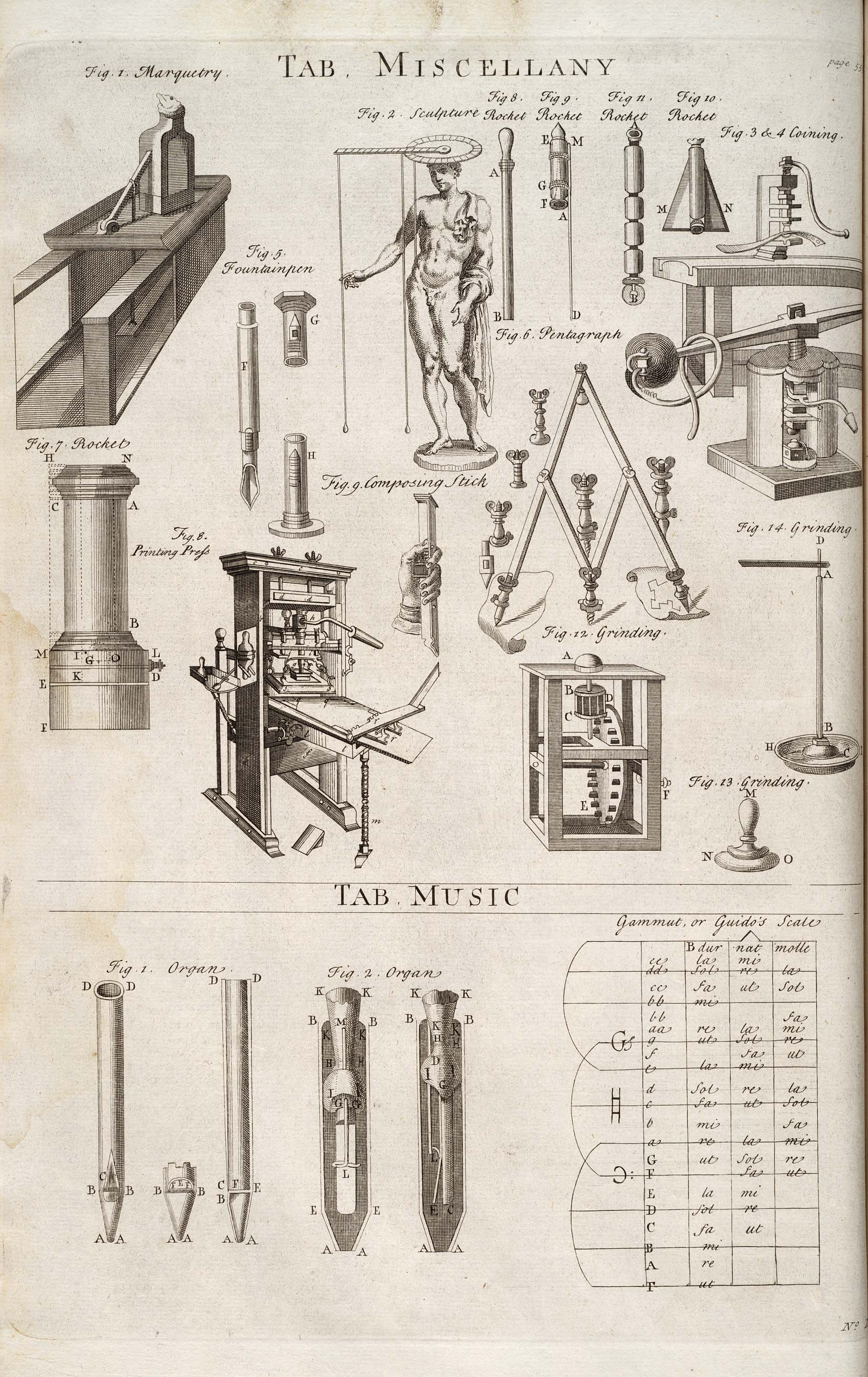
Miscelânia.